# Zanaga (district)

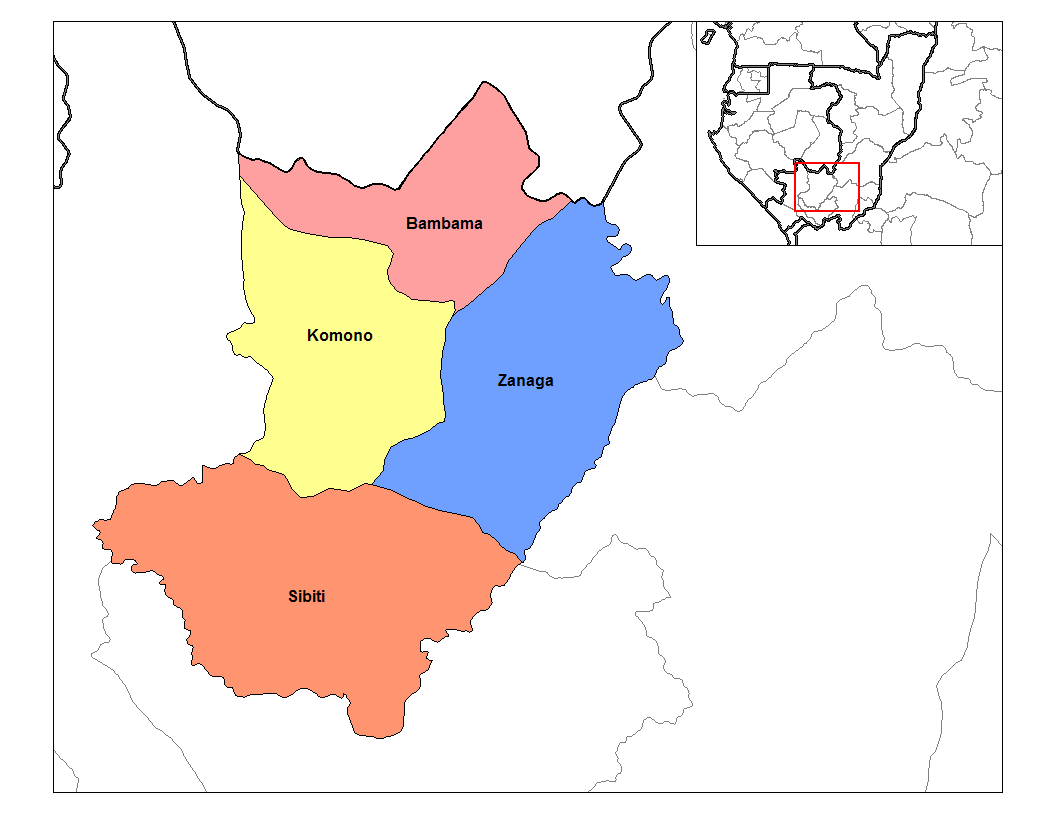
Carte des districts du département de la Lékoumou

Le district de Zanaga est un district du département de la Lékoumou en république du Congo, ayant pour chef-lieu la ville de Zanaga.